# Paulino Riascos Riascos
Paulino Riascos Riascos (López de Micay, Cauca, 25 de enero de 1979) es un periodista independiente, líder social y político colombiano.

## Biografía
Nació en López de Micay, en la costa del pacífico colombiano. Se graduó como Tecnólogo en Administración de Empresas Agropecuarias en el Servicio Nacional de Aprendizaje, allí mismo se especializó en Gestión de Proyectos. Durante un año estudió Ciencias Políticas en la Universidad del Cauca, pero se retiró. Después realizó estudios en comunicación e investigación popular. Antes de ejercer en la política trabajó como pescador y campesino, además ha sido líder social. Riascos además de ser miembro del partido político Pacto Histórico, es miembro fundador y máximo representante de la Alianza Democrática Amplia.
Durante su gestión como líder social y político ha trabajado por las comunidades afrocolombianas, además de fortalecer las actividades periodísticas en todo el territorio colombiano. En mayo de 2022 fue víctima de un atentado, aunque salió ileso.
En noviembre de 2022 ganó el premio Politika en la categoría de «Gestión y Liderazgo» como mejor Senador Afro. Riascos también ejerce como presidente de la comisión de presupuesto del senado de la República, en la cual trabaja para «las necesidades de municipios y veredas que en el pasado han quedado relegadas».